# アデニロコハク酸リアーゼ
アデニロコハク酸リアーゼ(adenylosuccinate lyase, ADSL)はプリン代謝のうちイノシン酸およびアデニル酸の合成に関わる酵素で、以下の2つの化学反応を触媒する。
1. N6-(1,2-ジカルボキシエチル)AMP {\displaystyle \rightleftharpoons } フマル酸 + AMP
2. (S)-2-[5-アミノ-1-(5-ホスホ-D-リボシル)イミダゾール-4-カルボキサミド]スクシナート {\displaystyle \rightleftharpoons } フマル酸 + 5-アミノ-1-(5-ホスホ-D-リボシル)イミダゾール-4-カルボキサミド